# Pulsnitz
Pulsnitz est une ville de l'arrondissement de Bautzen, dans le Land de Saxe en Allemagne. Située sur la bordure occidentale de la région de Haute-Lusace, elle est connue pour son pain d'épices (Pfefferkuchen) ce qui lui vaut le sobriquet de Pfefferkuchenstadt.

## Géographie

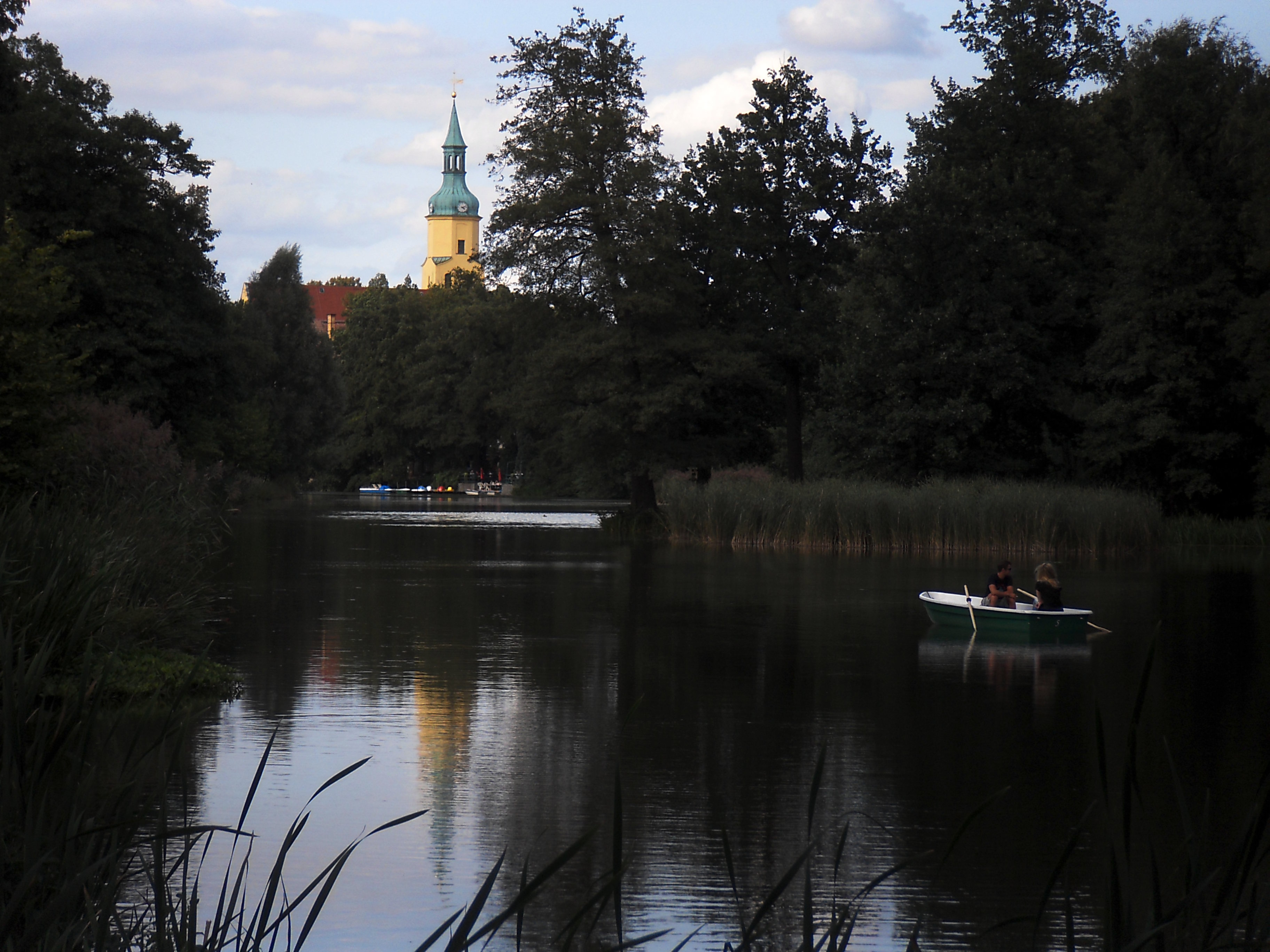
L'étang du château et l'église Saint-Nicolas.

La ville se situe dans les collines de la Haute-Lusace, sur la rivière Pulsnitz qui prend sa source dans la commune voisine d'Ohorn. Elle se trouve à 10 km au sud de Kamenz et à 25 km au nord-est de Dresde.
La commune de Pulsnitz comprend la localité d'Oberlichtenau, connu pour son château d'architecture baroque. Le village de Friedersdorf (avec Friedersdorf Siedlung) a été rattachée à la municipalité en 1994. Jusqu'en 1948, la ville de Pulsnitz était divisée en deux parties: Pulsnitz et Vollung sur la rive est de la Pulsnitz, ainsi que Dorf Pulsnitz sur le Meissner Seite, le « côté de Misnie », à l'ouest.
La gare de Pulsnitz est desservie par les trains Regionalbahn reliant Dresde à Kamenz. L'autoroute allemande 4 passe au sud de la ville. 

## Histoire
Le lieu de Polseniz est citée dans les textes le 19 mai 1225. C'était une zone de peuplement des Sorabes qui se germanise au fil des siècles. Il y a d'abord un Wasserburg et quelques maisons alentour, puis les seigneurs locaux construisent un petit château. 

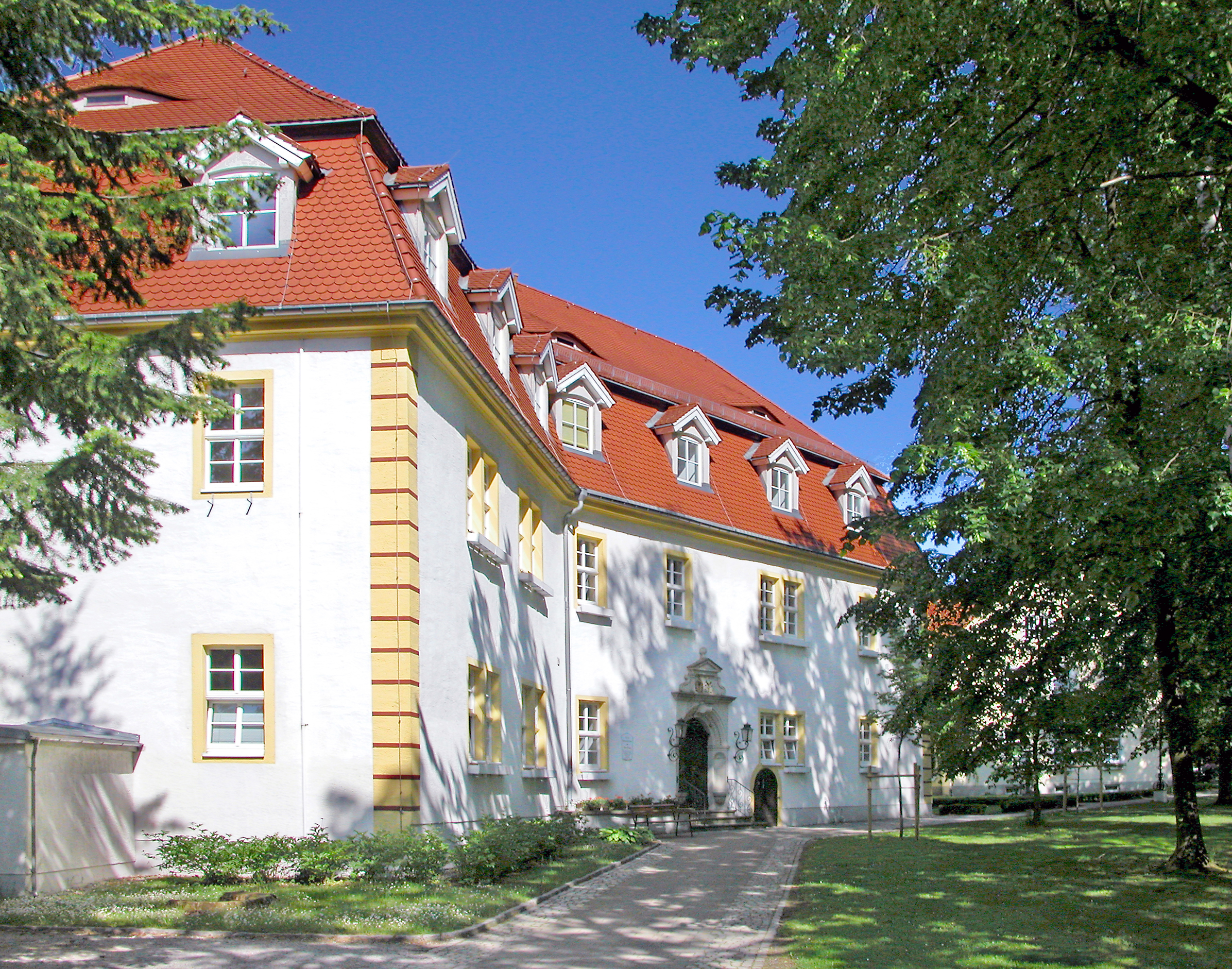
Le Château-Vieux de Pulsnitz.

Faisant partie du margraviat de Haute-Lusace, l'un des pays de la couronne de Bohême, Pulsnitz obtient les privilèges d'un bourg de marché sous le règne de l'empereur Charles IV en 1355 et vingt ans plus tard les privilèges de ville. Lorsque les hussites ravagent la région au début du XVe siècle, ils saccagent la ville en 1429. C'est de cette époque que date le petit fort de Perfert. Une mairie (Rathaus) est construite autour de 1500 dont les restes sont visibles dans les fondations du nouveau bâtiment.
Les boulangers de la ville obtiennent le droit le 1er janvier 1558 de cuire le fameux pain d'épices typique de la région. Hans Wolf von Schönberg (1539-1603) acquiert la seigneurie de Pulsnitz, des frères von Schlieben. Il prend le monopole des achats des ingrédients du pain d'épices, farine, poivre, épices, etc. ce qui provoque la colère du conseil de la ville qui se tourne vers l'empereur pour tenter de le faire condamner et exécuter. Même le pasteur Ricchius, fils du premier pasteur protestant de la ville, se solidarise avec la population, mais il est démis.
Après la paix de Prague, signée en 1635, la Haute-Lusace fut inféodée à l’électorat de Saxe. Pulsnitz est relié au chemin de fer en 1869, grâce à la ligne Arnsdorf-Pulsnitz-Kamenz, ce qui provoque son industrialisation.

## Architecture
- Église luthérienne Saint-Nicolas
- Musée de la ville
- Fort Perfert, dit aussi la Maison des Hussites (Hussitenhaus)
- Place du marché avec ses maisons médiévales et la statue d'Ernst Rietschel au milieu
- Colonne postale de l'électorat de Saxe
- Château Renaissance (le Château-Vieux)
- Château baroque, datant de 1718-1724, à Oberlichtenau
- Bibelgarten, ou Jardin de la Bible, qui reprend en miniature une basilique byzantine

## Jumelage
La ville de Pulsnitz est jumelée avec :
- Złotoryja (Pologne)

## Personnalités

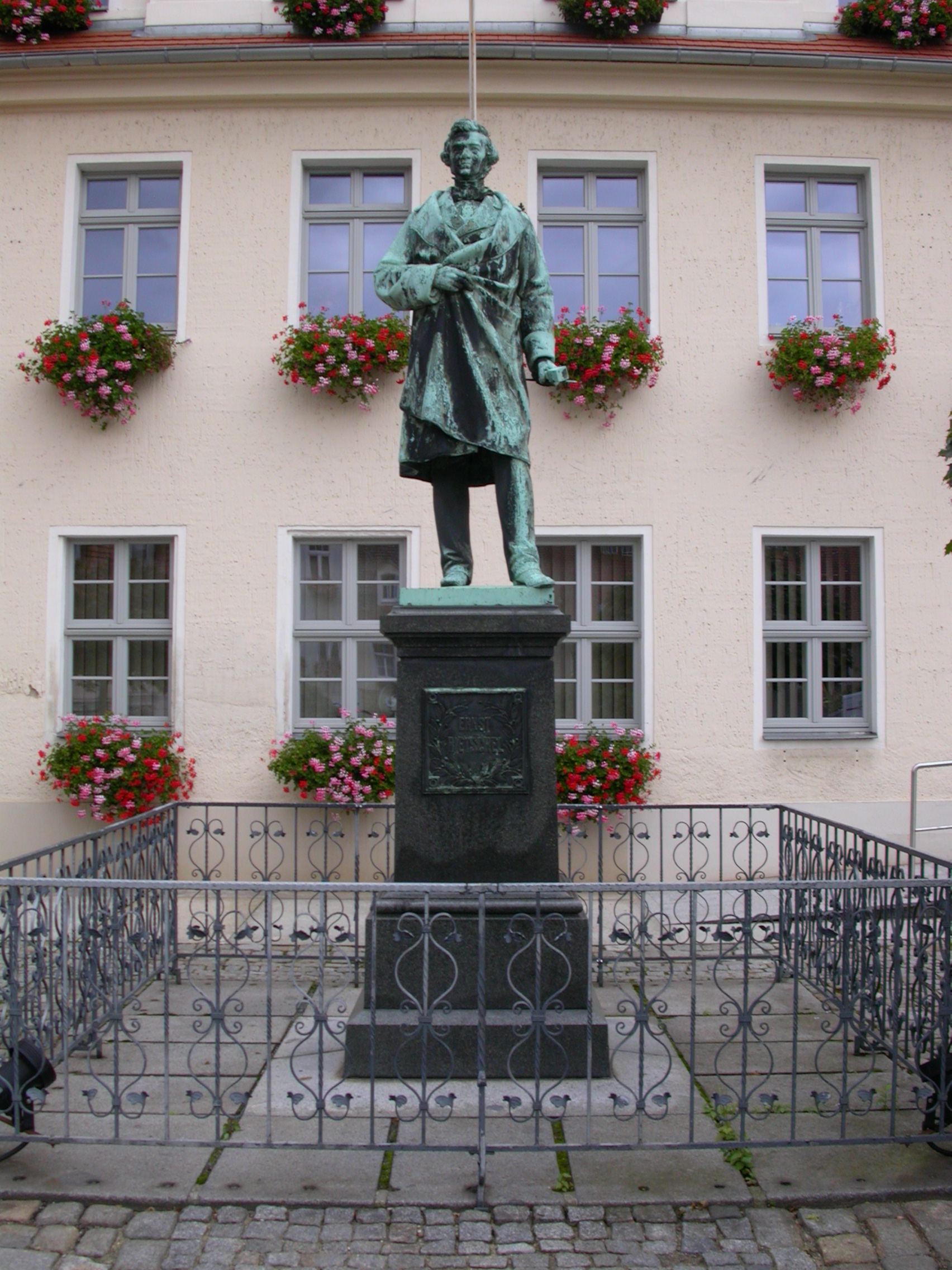
Statue de Rietschel sur la place du marché

- Bartholomäus Ziegenbalg (1682-1719), missionnaire protestant et explorateur ;
- Ernst Rietschel (1804-1861), sculpteur ;
- Julius Kühn (1825-1910), agronome ;
- Klaus Thielmann (né en 1933), homme politique ;
- Klaus Staeck (né en 1938), graphiste, dessinateur et juriste.